# Magic Johnson

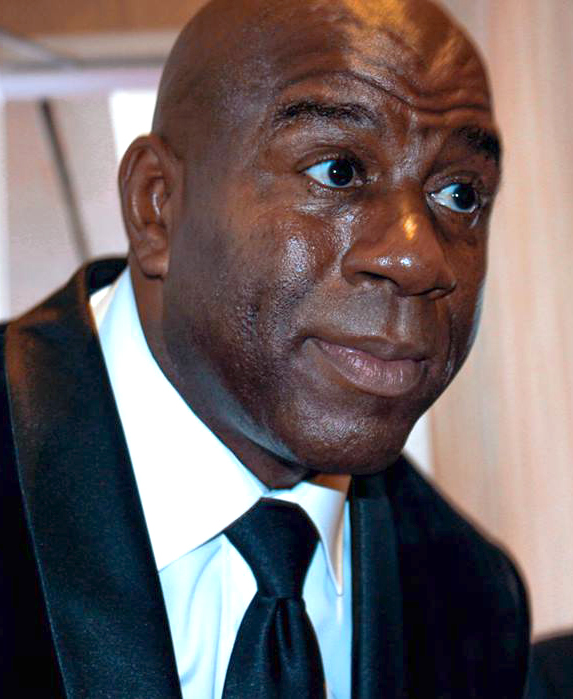
Johnson 2014.

Earvin "Magic" Johnson, Jr., född 14 augusti 1959 i Lansing i Michigan, är en amerikansk före detta basketspelare som spelade som Point guard för Los Angeles Lakers i National Basketball Association (NBA).

## Biografi
Efter att ha vunnit basketmästerskapen på gymnasiet och college (Michigan State Spartans), valdes Johnson som etta i NBA Draft 1979 av Lakers. Han vann i NBA och fick pris för Bästa spelaren i NBA-finalen i sin första säsong i NBA och vann sammanlag fyra mästerskap med Lakers under 1980-talet. Johnson slutade spela 1991 efter att tillkännagett att han hade HIV, men återvände för att spela i NBA All-Star Game 1992 och vann därefter All-Star MVP Award. Efter protester från sina medspelare, slutade han igen efter fyra år, men återvände 1996 för att spela 32 matcher för Lakers innan han slutade för den tredje och sista gången.
Earvin är en av de största basketspelarna genom tiderna. Han började spela i NBA 1980 och vann mästerskapet redan första året med Los Angeles Lakers. Han ledde laget till sammanlagt 5 NBA-titlar. (1980, 1982, 1985, 1987 och 1988). Magic är mest känd för sin spelförståelse. Som guard (spelfördelare) hittade han öppningar och möjligheter till passningar på basketplanen som få kan leva upp till.[källa behövs]
Den 7 november 1991 meddelade han att han hade HIV och att han genast skulle sluta spela basket, ett offentliggörande som startade en stor aids-debatt.[källa behövs] Men han gjorde comeback till OS 1992 i USA:s Dream Team som vann OS-guld.
År 1999 hamnade han i Borås då han satsade pengar i basketklubben Magic M7, så den skulle bli ett storlag i Europa. Johnson spelade även 10-talet matcher för klubben under säsongen 1999-2000 och fyllde hallarna runt om i Sverige. Satsningen gick dock inget vidare och redan efter en säsong lämnade han klubben som senare gick i konkurs.

### Biografier
Johnsons självbiografi är Johnson, Earvin (1992). Magic Johnson: My Life. Random House. ISBN 0449222543 
Andra bibliografier inkluderar:
- Haskins, James (1981). Magic: A Biography of Earvin Johnson. Hillside, New Jersey: Enslow Publishers. ISBN 0-89490-044-7
- Gutman, Bill (1991). Magic: More Than a Legend. New York, New York: Harper Paperbacks. ISBN 0-06-100542-8
- Morgan, Bill (1991). The Magic: Earvin Johnson. ISBN 0-606-01895-6
- Gutman, Bill (1992). Magic Johnson: Hero On and Off the Court. Brookfield, Connecticut: Millbrook Press. ISBN 1-56294-287-5
- Johnson, Rick L. (1992). Magic Johnson: Basketball's Smiling Superstar. New York, New York: Dillon Press. ISBN 0-87518-553-3
- Rozakis, Laurie (1993). Magic Johnson: Basketball Immortal. Vero Beach, Florida: Rourke Enterprises. ISBN 0-86592-025-7
- Schwabacher, Martin (1993). Magic Johnson (Junior World Biographies). New York, New York: Chelsea Juniors. ISBN 0-7910-2038-X
- Bork, Günter (1994). Die großen Basketball Stars. Copress-Verl. ISBN 3-7679-0369-5 (tyska)
- Frank, Steven (1994). Magic Johnson (Basketball Legends). New York, New York: Chelsea House Publishers. ISBN 0-7910-2430-X
- Bork, Günter (1995). Basketball Sternstunden. Copress-Verl. ISBN 3-7679-0456-X (tyska)
- Blatt, Howard (1996). Magic! Against The Odds. New York, New York: Pocket Books. ISBN 0-671-00301-1
- Gottfried, Ted (2001). Earvin Magic Johnson: Champion and Crusader. New York, New York: F. Watts. ISBN 0-531-11675-1

### Instruktiva böcker
- Johnson, Earvin "Magic" (1992). Magic's Touch: From Fundamentals to Fast Break With One of Basketball's All-Time Greats. Reading, Mass.: Addison-Wesley Pub. Co. ISBN 0-201-63222-5
- Johnson, Earvin "Magic" (1996). What You Can Do to Avoid AIDS. New York: Times Books. ISBN 0-8129-2844-X
  - En uppdaterad version av Johnson, Earvin "Magic" (1992). Unsafe Sex in the Age of AIDS. New York: Times Books. ISBN 0-8129-2063-5